# Dicranomyia elquiensis
Dicranomyia elquiensis är en tvåvingeart som först beskrevs av Blanchard 1852.  Dicranomyia elquiensis ingår i släktet Dicranomyia och familjen småharkrankar. Inga underarter finns listade i Catalogue of Life.